# 霍隆设计博物馆
霍隆设计博物馆（英語：Design Museum Holon）是以色列第一个致力设计的博物馆。博物馆的建筑由以色列建筑师和工业设计师Ron Arad与Bruno Asa合作策划和设计。博物馆位于霍隆新文化区的东部，包括Médiathèque（中央图书馆，剧院）。附近是Holon Institute of Technology的设计学院。
博物馆于2010年3月3日开放。这是Ron Arad计划的第一座建筑物]。
该博物馆被旅游杂志“Conde Nast Traveler”记录为世界奇观之一。

## 图集

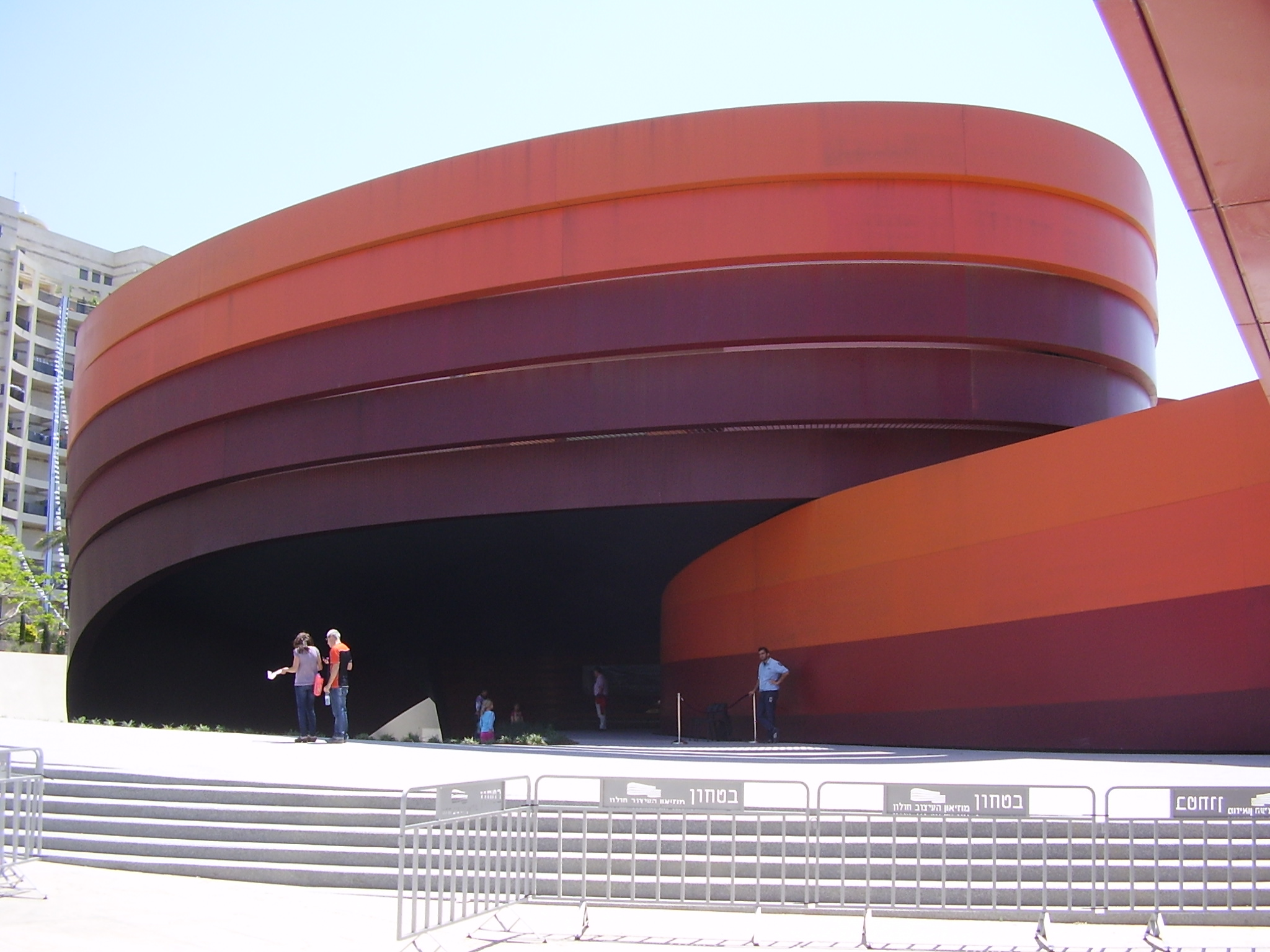
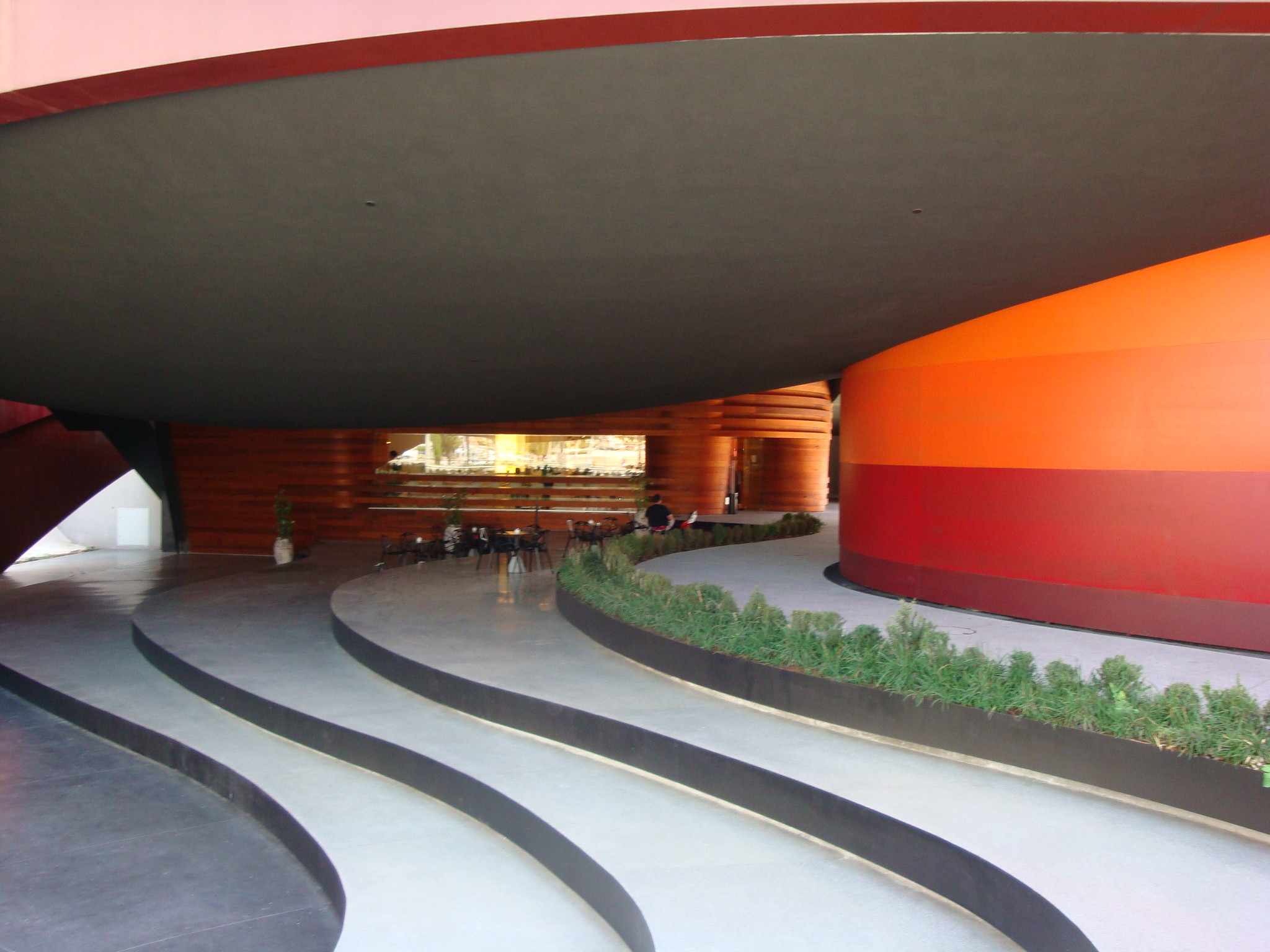
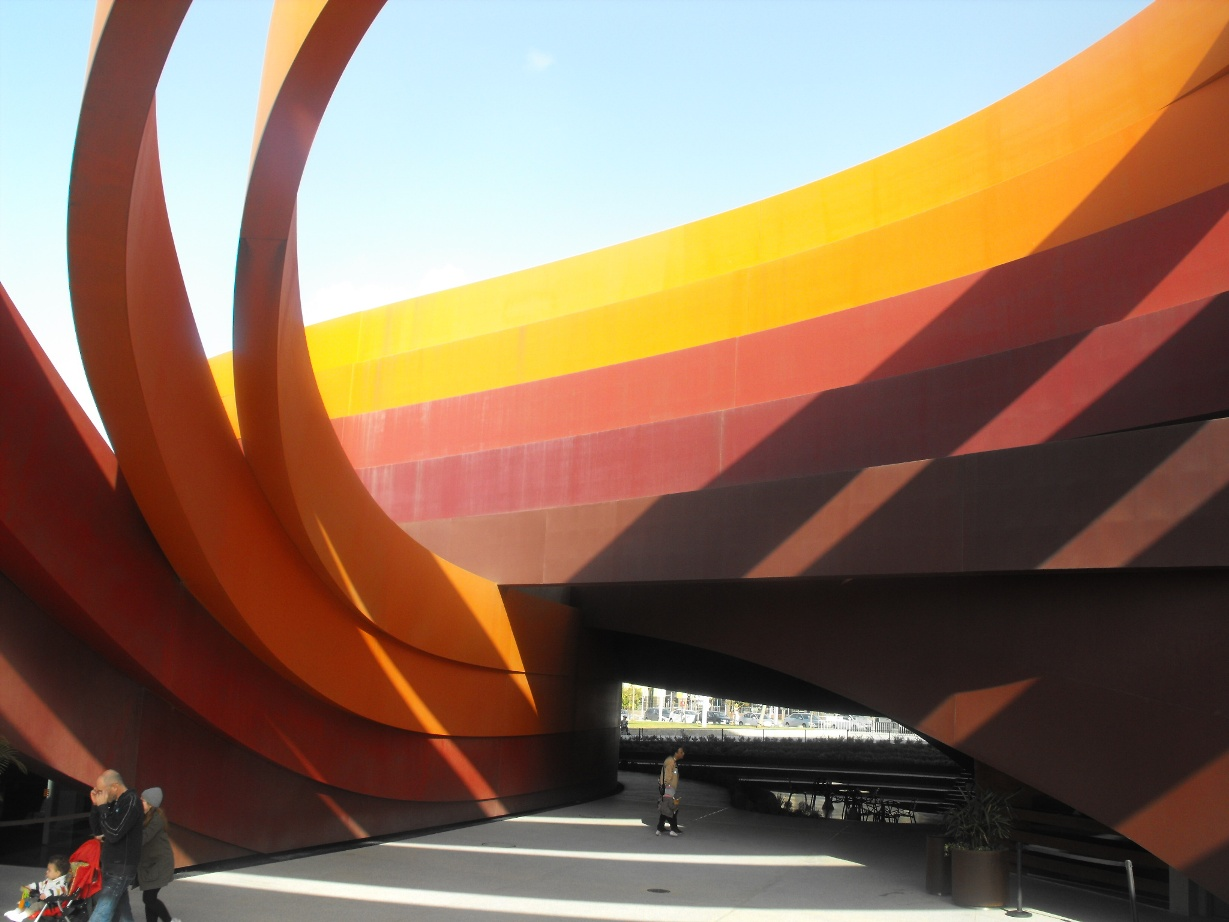
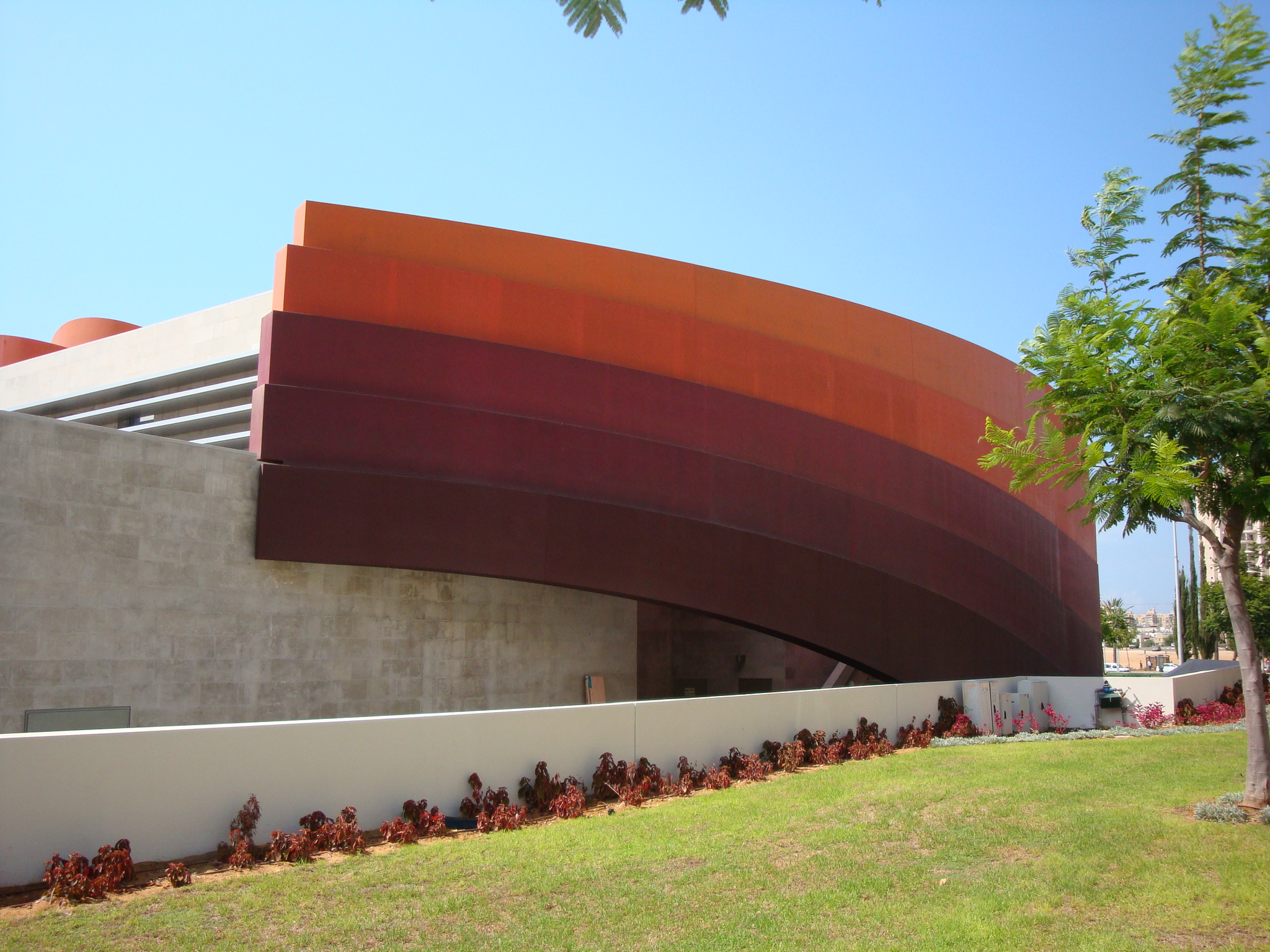
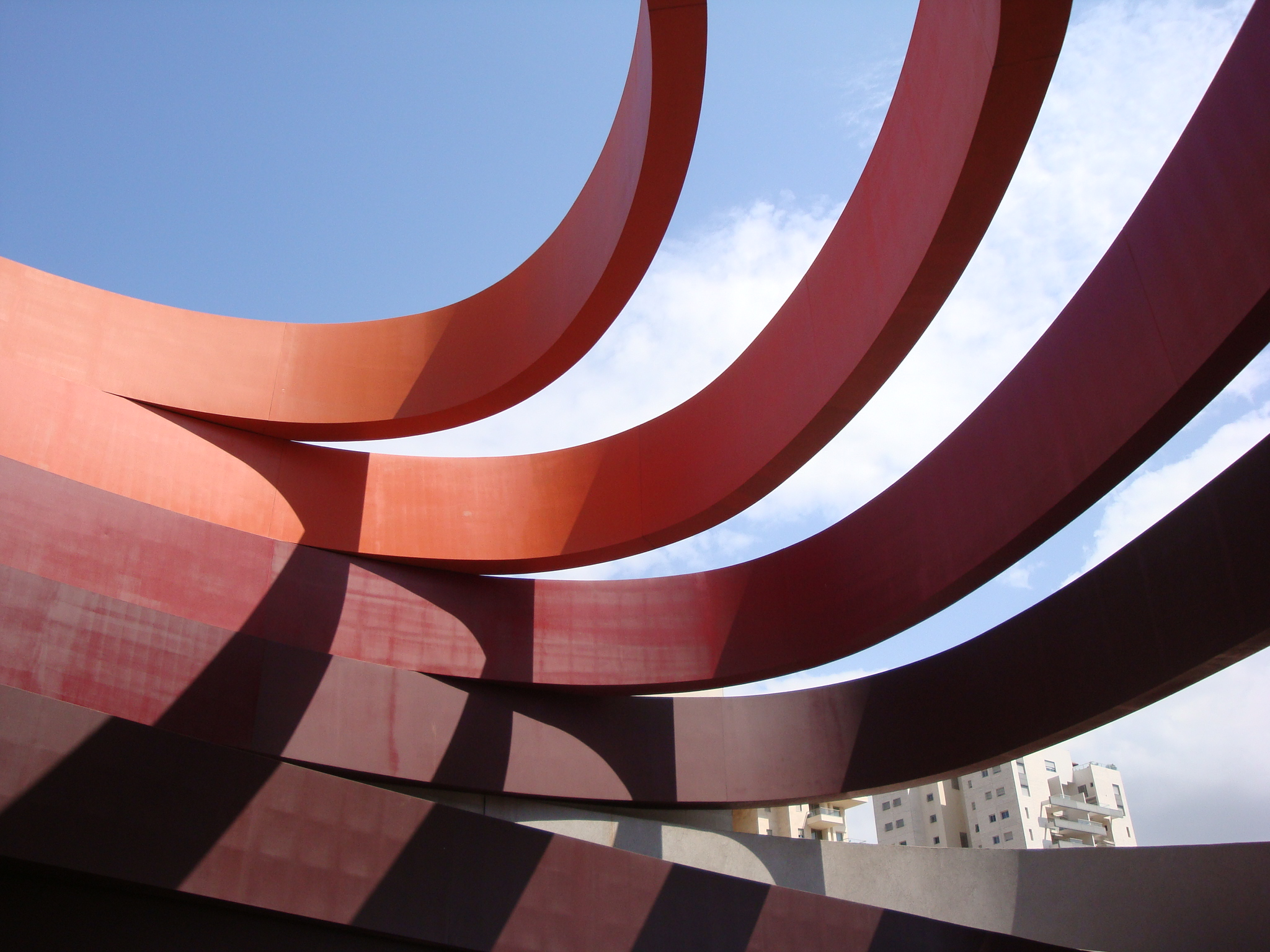
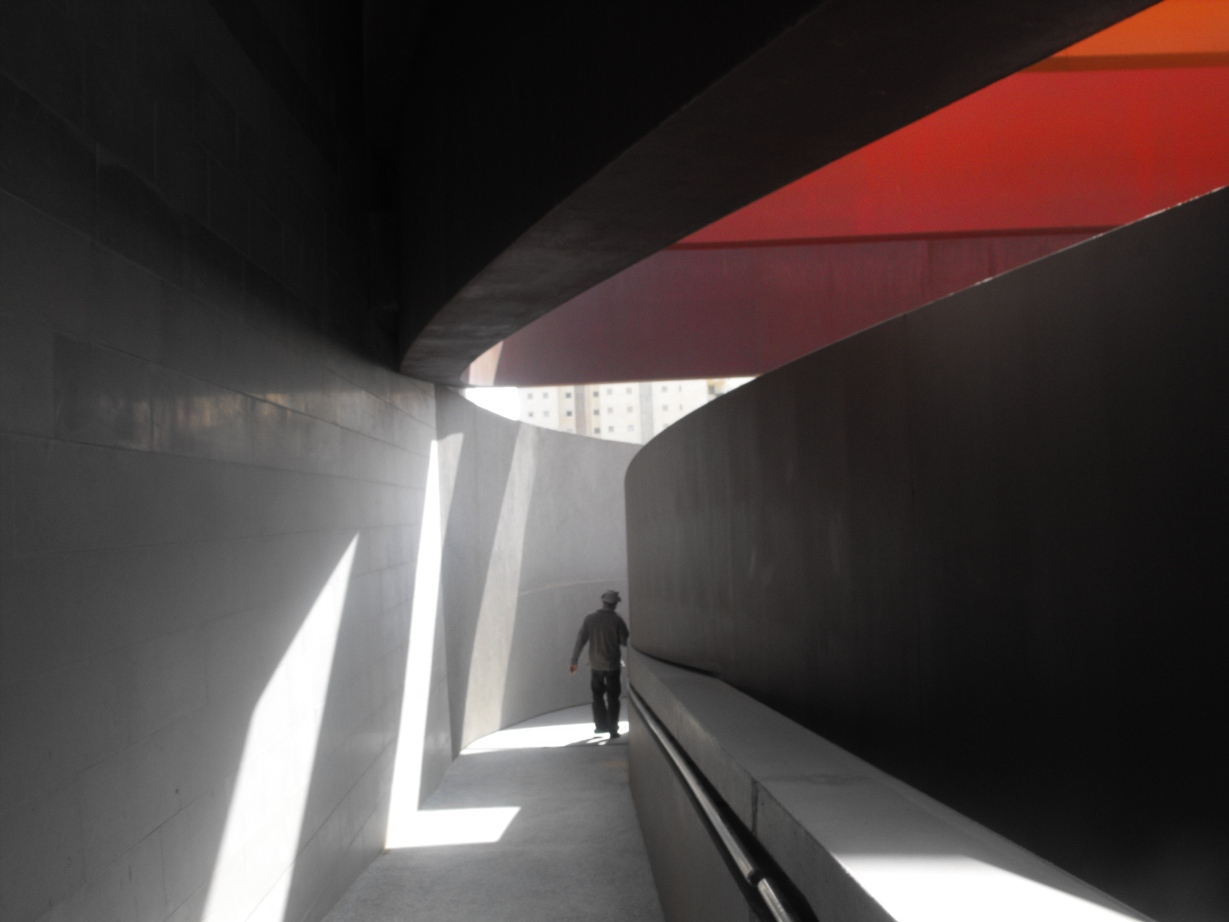

## 外部連結
- Design Museum Holon （页面存档备份，存于）